# Robbert Kemperman
Robbert Kemperman (Nimegue, 24 de junho de 1990) é um jogador de hóquei sobre a grama neerlandês que já atuou pela seleção de seu país.

## Olimpíadas de 2012
Robbert conquistou uma medalha de prata nas Olimpíadas de Londres de 2012. A seleção dos Países Baixos terminou a fase inicial do torneio olímpico em primeiro lugar do seu grupo. Na semifinal os neerlandeses golearam a equipe da casa, a Grã-Bretanha, por 9 a 2. Mas, na disputa pelo ouro, Robbert e seus companheiros de time foram derrotados pela Alemanha por 2 a 1, ficando assim com a prata.